# RL-коло

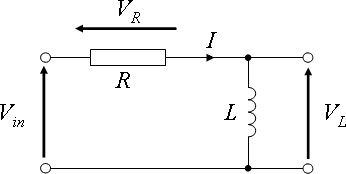
Рис. 1. RL-коло диференціюючого типу

Рис. 2. Реакція кола диференціюючого типу на вхідний імпульс

Рис. 3. Реакція кола інтегруючого типу на вхідний імпульс

RL-коло — електричне коло, що складається з резистора та індуктивності. При послідовному включенні — за схемою поділювача напруги — утворює диференціюючу або інтегруючу ланку.

## Диференціююче коло
Якщо вхідний сигнал подається на резистор, а вихідний знімається з індуктивності, то таке коло називається колом диференціюючого типу.
Реакція кола диференціюючого типу на одиничний вхідний перепад з амплітудою V визначається такою формулою (див. рис. 2):
{\displaystyle V_{L}(s)={\frac {Ls}{R+Ls}}V_{in}(s)}

## Інтегруюче коло
Якщо вхідний сигнал подається на індуктивність, а вихідний знімається з резистора, то таке коло називається колом інтегруючого типу.
Реакція кола інтегруючого типу на одиничний вхідний перепад з амплітудою V визначається такою формулою (див. рис. 3):
{\displaystyle V_{R}(s)={\frac {R}{R+Ls}}V_{in}(s)}